# Heinola
Heinola es una ciudad un municipio con casi 21 000 habitantes en Finlandia situada cerca 140 kilómetros al norte de Helsinki y en la región de Päijänne Tavastia. 
Municipios Vecinos: Asikkala, Hartola, Iitti, Kouvola, Mäntyharju, Nastola, Pertunmaa y Sysmä.
Heinola es quizás más conocido por sus actividades de verano, tales como el Campeonato Mundial de Sauna-sentado.

## Historia
Heinola solía ser una remota aldea de Hollola entonces más grande, hasta que adquirió mayor importancia en 1776 cuando un Gustavo III de Suecia lo promovió para ser el centro gubernamental de las provincias cercanas. Heinola también se convirtió en un centro de comercio para las regiones cercanas.
Cuando Finlandia se convirtió en una parte de Rusia en 1809, la capital de la provincia se trasladó hacia el este con la frontera. Después la Segunda Guerra Mundial, Heinola fue ampliamente conocida como una ciudad balneario, y hasta 1972 sirvió como un lugar para un instituto (seminaari).

## Economía
Después de la Segunda Guerra Mundial, Heinola ha sido económicamente una ciudad industrial, principalmente gracias a su industria de transformación de la madera. La industria siguió siendo la mayor fuente de empleo hasta la década de 1970.
Heinola fue duramente golpeada por la recesión a finales de la década de 2000. UPM-Kymmene, que solía ser el mayor empleador después de que el sector público, informó el cierre de su fábrica de contrachapado y aserradero en Heinola durante el año 2010.

## Lugares de interés
El zoológico de aves se encuentra justo al lado de la estación de autobuses. La idea fundacional del zoológico de aves es ofrecer ayuda para las aves que los mismos han lesionados en el tráfico, líneas eléctricas y superficies de vidrio, y para rehabilitar de nuevo a la naturaleza. Las aves que se mantienen en el cuidado, y las que no son capaces de volver a la naturaleza, pero se considera que mantener una vida significativa en la captura, están disponibles para que los espectadores. Para los grupos escolares y los turistas esto puede ser una buena oportunidad para identificar algunas de las especies que no se han manchado con tanta facilidad en la naturaleza. En el verano, las aves tropicales pasan el invierno en el interior y están a la vista.

## Geografía
En gran parte, Heinola está situado entre dos lagos, el Ruotsalainen y el Konnivesi. Una vía fluvial conecta los lagos que cruzan la ciudad. Una autopista (carretera nacional finlandesa 4 / E75) se conecta a Lahti-Heinola, (Distancia 35 km o 22 millas) y Helsinki (distancia) 138 kilómetros o 86 millas).

## Ciudades hermanadas
Heinola está hermanada con:
- Piestany, Eslovaquia
- Karlshamn, Suecia
- Baranovichi, Bielorrusia
- Peine, Alemania